# Leichtathletik-Südamerikameisterschaften 2017
Die 50. Leichtathletik-Südamerikameisterschaften wurden vom 23. bis 25. Juni 2017 in Luque, Paraguay ausgetragen. Damit fanden zum ersten Mal die Südamerikameisterschaften in Paraguay statt und zum ersten Mal konnten alle 13 teilnehmenden Staaten zumindest eine Medaille gewinnen.

## Teilnehmende Nationen
Alle 13 Mitglieder der CONSUDATLE nahmen an den Meisterschaften teil.
| - Argentinien (43) - Bolivien (18) - Brasilien (52) - Chile (41) - Ecuador (42) - Guyana (3) - Kolumbien (44) - Panama (4) - Paraguay (40) - Peru (25) - Suriname (5) - Uruguay (15) - Venezuela (33) |

## Männer

### 100 m
| Platz | Athlet                  | Land | Zeit (s) |
| ----- | ----------------------- | ---- | -------- |
| 1     | Diego Palomeque         | COL  | 10,11 NR |
| 2     | Bruno de Barros         | BRA  | 10,22 SB |
| 3     | Felipe Bardi dos Santos | BRA  | 10,29    |
| 4     | Andy Martínez           | PER  | 10,29    |
| 5     | Jhonny Rentería         | COL  | 10,31    |
| 6     | Jeffrey Vanan           | SUR  | 10,42    |
| 7     | Álvaro Cassiani         | VEN  | 10,49    |
| 8     | Rafael Vásquez          | VEN  | 10,52    |

Finale: 23. Juni
Wind: +1,9 m/s

### 200 m
| Platz | Athlet                  | Land | Zeit (s) |
| ----- | ----------------------- | ---- | -------- |
| 1     | Bernardo Baloyes        | COL  | 20,36    |
| 2     | Álvaro Cassiani         | VEN  | 20,90    |
| 3     | Virjilio Griggs         | PAN  | 21,11    |
| 4     | Fredy Maidana           | PAR  | 21,16    |
| 5     | Enzo Faulbaum           | CHI  | 21,41    |
|       | Rafael Vásquez          | VEN  | DNS      |
|       | Aldemir da Silva Júnior | BRA  | DNS      |
|       | Bruno de Barros         | BRA  | DNS      |

Finale: 25. Juni
Wind: +2,2 m/s

### 400 m
| Platz | Athlet         | Land | Zeit (s) |
| ----- | -------------- | ---- | -------- |
| 1     | Winston George | GUY  | 45,42 SB |
| 2     | Jhon Perlaza   | COL  | 45,77    |
| 3     | Yilmar Herrera | COL  | 46,02    |
| 4     | Lucas Carvalho | BRA  | 46,11    |
| 5     | Kelvis Padrino | VEN  | 46,67    |
| 6     | Alberth Bravo  | VEN  | 47,62    |
| 7     | Mateo Pascual  | URU  | 48,11    |
| 8     | Walter Rotela  | ARG  | 48,19    |

Finale: 23. Juni

### 800 m
| Platz | Athlet                  | Land | Zeit (min) |
| ----- | ----------------------- | ---- | ---------- |
| 1     | Leandro Paris           | ARG  | 1:49,82    |
| 2     | Lutimar Paes            | BRA  | 1:50,27    |
| 3     | Jonathan Bolados        | CHI  | 1:50,30    |
| 4     | Jelssin Robledo         | COL  | 1:51,08    |
| 5     | Cristopher Jarpa        | CHI  | 1:51,19    |
| 6     | Lucirio Antonio Garrido | VEN  | 1:51,36    |
| 7     | Jean Jácome             | ECU  | 1:52,09    |
| 8     | Jairo Moreira           | URU  | 1:54,82    |

Finale: 24. Juni

### 1500 m
| Platz | Athlet                   | Land | Zeit (min) |
| ----- | ------------------------ | ---- | ---------- |
| 1     | Federico Bruno           | ARG  | 3:45,28    |
| 2     | Carlos Díaz              | CHI  | 3:45,69    |
| 3     | Carlos Andres San Martin | COL  | 3:49,99    |
| 4     | Joaquin Arbe             | ARG  | 3:52,88    |
| 5     | Eduardo Gregorio         | URU  | 3:53,50    |
| 6     | Christian Vásconez       | ECU  | 3:54,07    |
| 7     | Mario Bazán              | PER  | 3:54,96    |
| 8     | Víctor Aguilar           | BOL  | 3:57,47    |

Finale: 23. Juni

### 5000 m
| Platz | Athlet               | Land | Zeit (min) |
| ----- | -------------------- | ---- | ---------- |
| 1     | Víctor Aravena       | CHI  | 13:57,45   |
| 2     | Ederson Pereira      | BRA  | 13:59,20   |
| 3     | Iván Darío González  | COL  | 14:15,76   |
| 4     | Mariano Mastromarino | ARG  | 14:25,06   |
| 5     | Vidal Basco          | BOL  | 14:26,77   |
| 6     | Martín Cuestas       | URU  | 14:28,61   |
| 7     | Cristhian Zamora     | URU  | 14:37,40   |
| 8     | Daniel Toroya        | BOL  | 14:40,14   |

25. Juni

### 10.000 m
| Platz | Athlet          | Land | Zeit (min)  |
| ----- | --------------- | ---- | ----------- |
| 1     | Bayron Piedra   | ECU  | 29:03,73 SB |
| 2     | Luis Ostos      | PER  | 29:06,74    |
| 3     | Miguel Amador   | COL  | 29:35,17    |
| 4     | Ederson Pereira | BRA  | 29:39,85    |
| 5     | Andrés Zamora   | URU  | 30:11,16    |
| 6     | Daniel Toroya   | BOL  | 30:27,27    |
| 7     | Leslie Encina   | CHI  | 30:49,14    |

23. Juni

### 110 m Hürden
| Platz | Athlet           | Land | Zeit (s) |
| ----- | ---------------- | ---- | -------- |
| 1     | Eduardo de Deus  | BRA  | 13,42    |
| 2     | Éder Souza       | BRA  | 13,49    |
| 3     | Javier McFarlane | PER  | 13,76    |
| 4     | Jorge McFarlane  | PER  | 13,87    |
| 5     | Yeison Rivas     | COL  | 13,95    |
| 6     | Agustín Carrera  | ARG  | 14,16    |
| 7     | Víctor Arancibia | CHI  | 14,59    |
| 8     | Marcos Herrera   | ECU  | 20,05    |

Finale: 23. Juni
Wind: +3,8 m/s

### 400 m Hürden
| Platz | Athlet            | Land | Zeit (s) |
| ----- | ----------------- | ---- | -------- |
| 1     | Guillermo Ruggeri | ARG  | 49,72 NR |
| 2     | Alberth Bravo     | VEN  | 50,36    |
| 3     | Alfredo Sepúlveda | PER  | 50,37    |
| 4     | Andrés Silva      | URU  | 50,58    |
| 5     | Yeison Rivas      | VEN  | 51,22    |
| 6     | Emerson Chalá     | ECU  | 51,37    |
| 7     | Jaime Rodríguez   | ARG  | 51,81    |
| 8     | Wilson Bello      | VEN  | 51,96    |

Finale: 24. Juni

### 3000 m Hindernis
| Platz | Athlet               | Land | Zeit (min) |
| ----- | -------------------- | ---- | ---------- |
| 1     | José Peña            | VEN  | 8:45,93    |
| 2     | Gerald Giraldo       | COL  | 8:51,59    |
| 3     | Mario Bazán          | PER  | 8:51,97    |
| 4     | Roberto Tello        | CHI  | 9:00,30    |
| 5     | Joaquín Arbe         | ARG  | 9:07,56    |
| 6     | Gerson Tulcanazo     | ECU  | 9:21,21    |
| 7     | Carlos António Ortiz | ARG  | 9:45,17    |
| 8     | Víctor Aguilar       | BOL  | 10:03,02   |

24. Juni

### 4 × 100 m Staffel
| Platz | Land        | Athleten                                                                       | Zeit (s) |
| ----- | ----------- | ------------------------------------------------------------------------------ | -------- |
| 1     | Brasilien   | Flávio Barbosa Aldemir da Silva Júnior Bruno de Barros Felipe Bardi dos Santos | 39,44    |
| 2     | Kolumbien   | Deivy Díaz Diego Palomeque Bernardo Baloyes Jhonny Rentería                    | 39,67    |
| 3     | Venezuela   | Yeiker Mendoza Arturo Ramírez Álvaro Cassiani Rafael Vásquez                   | 39,74    |
| 4     | Ecuador     | Anderson Quintero Jhon Valencia Carlos Perlaza Álex Quiñónez                   | 40,61    |
| 5     | Argentinien | Jorge Caracassis Jaime Rodríguez Daniel Londero Matias Robledo                 | 40,77    |
| 6     | Bolivien    | Anderson Pinedo Facundo Riera Roberto Bustillo Carlos Abán                     | 42,14    |
| 7     | Paraguay    | Giovanni Díaz Christopher Ortiz Jesús Manuel Cáceres Fabrizio Aquino           | 43,82    |
|       | Chile       | Camilo Olivares Enzo Faulbaum Ángel Rickenberg Daniel Pineda                   | DSQ      |

Finale: 24. Juni

### 4 × 400 m Staffel
| Platz | Land        | Athleten                                                        | Zeit (min) |
| ----- | ----------- | --------------------------------------------------------------- | ---------- |
| 1     | Kolumbien   | Jhon Solís Diego Palomeque Yilmar Herrera Jhon Perlaza          | 3:05,02    |
| 2     | Brasilien   | Bruno de Barros Alexander Russo Hugo de Sousa Lucas Carvalho    | 3:07,32    |
| 3     | Venezuela   | Alberth Bravo Alberto Aguilar Kelvis Padrino Omar Longart       | 3:07,74    |
| 4     | Chile       | Sergio Aldea Enzo Faulbaum Rafael Muñoz Alfredo Sepúlveda       | 3:13,64    |
| 5     | Argentinien | Jaime Rodríguez Walter Rotela Leandro Paris Guillermo Ruggeri   | 3:13,96    |
| 6     | Ecuador     | Carlos Perlaza Sebastian Acuña Carlos Betancourt Emerson Chalá  | 3:16,44    |
| 7     | Paraguay    | Miguel Ángel Cabrera Jesús Manuel Cáceres Nilo Duré Ramón Silva | 3:21:26    |

25. Juni

### 20 km Gehen
| Platz | Athlet                  | Land | Zeit (h) |
| ----- | ----------------------- | ---- | -------- |
| 1     | Mauricio Arteaga        | ECU  | 1:24:40  |
| 2     | Jhon Castañeda          | COL  | 1:25:04  |
| 3     | César Augusto Rodríguez | PER  | 1:25:58  |
| 4     | Juan Manuel Cano        | ARG  | 1:26:45  |
| 5     | Marco Antonio Rodríguez | BOL  | 1:27:53  |
| 6     | Yassir Cabrera          | PAN  | 1:31:10  |

25. Juni

### Hochsprung
| Platz | Athlet            | Land | Höhe (m)   |
| ----- | ----------------- | ---- | ---------- |
| 1     | Eure Yáñez        | VEN  | 2,31 CR NR |
| 2     | Talles Silva      | BRA  | 2,28       |
| 3     | Fernando Ferreira | BRA  | 2,19       |
| 4     | Carlos Layoy      | ARG  | 2,16       |
| 5     | Cristobal Hurtado | CHI  | 2,13       |

23. Juni

### Stabhochsprung
| Platz | Athlet              | Land | Höche (m) |
| ----- | ------------------- | ---- | --------- |
| 1     | Germán Chiaraviglio | ARG  | 5,60      |
| 2     | Walter Viáfara      | COL  | 5,10      |
| 3     | Rubén Benítez       | ARG  | 5,00      |
| 4     | Heberth Gómez       | COL  | 4,90      |
| 5     | Felipe Fuentes      | CHI  | 4,70      |
| 6     | Martin Castañares   | URU  | 4,50      |
| 7     | Joaquin Leon        | PER  | 4,50      |
|       | Augusto Dutra       | BRA  | NM        |

Finale: 23. Juni

### Weitsprung
| Platz | Athlet                | Land | Weite (m) |
| ----- | --------------------- | ---- | --------- |
| 1     | Paulo Sérgio Oliveira | BRA  | 7,93 w    |
| 2     | Emiliano Lasa         | URU  | 7,89      |
| 3     | Daniel Pineda         | CHI  | 7,87 w    |
| 4     | José Luis Mandros     | PER  | 7,82 w    |
| 5     | Almir dos Santos      | BRA  | 7,51 w    |
| 6     | Santiago Cova         | VEN  | 7,46 w    |
| 7     | Camilo Olivares       | CHI  | 7,41      |
| 8     | Jorge McFarlane       | PER  | 7,39 w    |

Finale: 24. Juni

### Dreisprung
| Platz | Athlet            | Land | Weite (m) |
| ----- | ----------------- | ---- | --------- |
| 1     | Miguel van Assen  | SUR  | 16,94 NR  |
| 2     | Mateus de Sá      | BRA  | 16,70 w   |
| 3     | Eduardo Landeta   | ECU  | 16,30 w   |
| 4     | Roy Martínez      | VEN  | 15,97 w   |
| 5     | Maximiliano Díaz  | ARG  | 15,82 w   |
| 6     | Divie Murillo     | COL  | 15,80 w   |
| 7     | Frixon Chila      | ECU  | 15,73 w   |
| 8     | Federico Guerrero | ARG  | 15,33 w   |

Finale: 25. Juni

### Kugelstoßen
| Platz | Athlet                | Land | Weite (m) |
| ----- | --------------------- | ---- | --------- |
| 1     | Darlan Romani         | BRA  | 21,02 CR  |
| 2     | Willian Dourado       | BRA  | 19,95     |
| 3     | Germán Lauro          | ARG  | 19,91     |
| 4     | Jhon Zea              | COL  | 18,74     |
| 5     | Eduardo Espín         | ECU  | 17,59     |
| 6     | Matias López          | CHI  | 17,38     |
| 7     | José Miguel Ballivián | CHI  | 16,10     |
|       | Josnner Ortiz         | VEN  | DNS       |

24. Juni

### Diskuswurf
| Platz | Athlet                | Land | Weite (m)   |
| ----- | --------------------- | ---- | ----------- |
| 1     | Mauricio Ortega       | COL  | 63,82 CR SB |
| 2     | Germán Lauro          | ARG  | 61,70 SB    |
| 3     | Douglas dos Reis      | BRA  | 58,83       |
| 4     | Ronald Julião         | BRA  | 55,89       |
| 5     | José Miguel Ballivián | CHI  | 54,51       |
| 6     | Juan Ignacio Solito   | ARG  | 53,05       |
| 7     | Eduardo Espín         | ECU  | 50,92       |
| 8     | Rodrigo Cárdenas      | CHI  | 47,87       |

23. Juni

### Hammerwurf
| Platz | Athlet                | Land | Weite (m) |
| ----- | --------------------- | ---- | --------- |
| 1     | Wagner Domingos       | BRA  | 73,79     |
| 2     | Humberto Mansilla     | CHI  | 73,16     |
| 3     | Allan Wolski          | BRA  | 71,38     |
| 4     | Joaquín Gómez         | ARG  | 70,96     |
| 5     | Daniel Aguirre        | COL  | 61,52     |
| 6     | Estalyn Rodríguez     | ECU  | 57,79     |
| 7     | Jesús Antonio Sánchez | PAR  | 51,10     |
| 8     | Silvio César Ovelar   | PAR  | 49,42     |

25. Juni

### Speerwurf
| Platz | Athlet                 | Land | Weite (m) |
| ----- | ---------------------- | ---- | --------- |
| 1     | Braian Toledo          | ARG  | 79,93     |
| 2     | Arley Ibargüen         | COL  | 75,97     |
| 3     | Víctor Fatecha         | PAR  | 74,57     |
| 4     | Paulo Enrique da Silva | BRA  | 73,23     |
| 5     | Giovanni Díaz          | PAR  | 71,57     |
| 6     | José Escobar           | ECU  | 65,62     |
| 7     | Santiago de la Fuente  | CHI  | 61,85     |

24. Juni

### Zehnkampf
| Platz | Athlet              | Land | Punkte  |
| ----- | ------------------- | ---- | ------- |
| 1     | Jefferson Santos    | BRA  | 8187 PB |
| 2     | Georni Jaramillo    | VEN  | 8126 PB |
| 3     | José Gregorio Lemos | COL  | 7572 PB |
| 4     | Óscar Campos        | VEN  | 7394    |
| 5     | Sergio Pandiani     | ARG  | 6964    |
| 6     | César Jofré         | CHI  | 6739    |
|       | Andy Preciado       | ECU  | DNF     |
|       | Román Gastaldi      | ARG  | DNF     |

## Frauen

### 100 m
| Platz | Athletin                | Land | Zeit (s) |
| ----- | ----------------------- | ---- | -------- |
| 1     | Ángela Tenorio          | ECU  | 11,02    |
| 2     | Ana Cláudia Silva       | BRA  | 11,12    |
| 3     | Andrea Purica           | VEN  | 11,18    |
| 4     | Marizol Landázuri       | ECU  | 11,30    |
| 5     | Nediam Vargas           | VEN  | 11,34    |
| 6     | María Victoria Woodward | ARG  | 11,46    |
| 7     | Darlenys Obregón        | COL  | 11,54    |
|       | Rosângela Santos        | BRA  | DSQ      |

Finale: 23. Juni
Wind: +3,4 m/s

### 200 m
| Platz | Athletin              | Land | Zeit (s) |
| ----- | --------------------- | ---- | -------- |
| 1     | Vitória Cristina Rosa | BRA  | 22,67    |
| 2     | Ángela Tenorio        | ECU  | 22,90    |
| 3     | Nediam Vargas         | VEN  | 22,95    |
| 4     | Nercely Soto          | VEN  | 23,06    |
| 5     | Isidora Jiménez       | CHI  | 23,37    |
| 6     | Sunayna Wahi          | SUR  | 23,43    |
| 7     | Marizol Landázuri     | ECU  | 23,93    |
|       | Rosângela Santos      | BRA  | DNS      |

Finale: 25. Juni
Wind: +2,8 m/s

### 400 m
| Platz | Athletin                 | Land | Zeit (s) |
| ----- | ------------------------ | ---- | -------- |
| 1     | Geisa Aparecida Coutinho | BRA  | 52,03    |
| 2     | Jennifer Padilla         | COL  | 52,68    |
| 3     | Maitte Torres            | PER  | 53,99    |
| 4     | Noelia Martínez          | ARG  | 54,30    |
| 5     | Cecilia Gómez            | BOL  | 54,37    |
| 6     | Rosangélica Escobar      | COL  | 54,54    |
|       | Letícia de Souza         | BRA  | DNF      |
|       | Nercely Soto             | VEN  | DNF      |

Finale: 23. Juni

### 800 m
| Platz | Athletin                   | Land | Zeit (min) |
| ----- | -------------------------- | ---- | ---------- |
| 1     | Johana Arrieta             | COL  | 2:06,36    |
| 2     | Andrea Calderón            | ECU  | 2:07,25    |
| 3     | Déborah Rodríguez          | URU  | 2:07,41    |
| 4     | Andrea Ferris              | PAN  | 2:08,58    |
| 5     | Ydanis Navas               | VEN  | 2:09,09    |
| 6     | Liliane dos Santos Mariano | BRA  | 2:11,22    |
| 7     | Carmen Mansilla            | CHI  | 2:12,02    |
| 8     | Carolina Lozano            | ARG  | 2:12,47    |

Finale: 25. Juni

### 1500 m
| Platz | Athletin            | Land | Zeit (min) |
| ----- | ------------------- | ---- | ---------- |
| 1     | Muriel Coneo        | COL  | 4:16,46    |
| 2     | Rosibel García      | COL  | 4:21,81 SB |
| 3     | Zulema Arenas       | PER  | 4:23,37    |
| 4     | María Pía Fernández | URU  | 4:23,50    |
| 5     | Carolina Lozano     | ARG  | 4:24,75    |
| 6     | Soledad Torre       | PER  | 4:31,56    |
| 7     | Mary Granja         | ECU  | 4:32,92    |
| 8     | Javiera Faletto     | CHI  | 4:42,55    |

23. Juni

### 5000 m
| Platz | Athletin        | Land | Zeit (min) |
| ----- | --------------- | ---- | ---------- |
| 1     | Muriel Coneo    | COL  | 16:16,64   |
| 2     | Belén Casetta   | ARG  | 16:26,32   |
| 3     | Ángela Figueroa | COL  | 16:30,59   |
| 4     | Luz Mery Rojas  | PER  | 16:35,20   |
| 5     | Carmen Martínez | PAR  | 16:35,46   |
| 6     | Jessica Paguay  | ECU  | 16:50,50   |
| 7     | Salomé Mendoza  | BOL  | 16:52,47   |
| 8     | Soledad Torre   | PER  | 16:55,90   |

25. Juni

### 10.000 m
| Platz | Athletin          | Land | Zeit (min)  |
| ----- | ----------------- | ---- | ----------- |
| 1     | Carmen Martínez   | PAR  | 34:08,28 SB |
| 2     | Clara Canchanya   | PER  | 35:01,47 PB |
| 3     | Jovana de la Cruz | PER  | 35:06,24    |
| 4     | Ángela Figueroa   | COL  | 35:10,29    |
| 5     | Jessica Paguay    | ECU  | 35:12,38    |
| 6     | Diana Landi       | ECU  | 35:20,00    |
| 7     | Rosa Godoy        | ARG  | 35:20,00    |
| 8     | Salomé Mendoza    | BOL  | 35:58,59    |

23. Juni

### 100 m Hürden
| Platz | Athletin                | Land | Zeit (s) |
| ----- | ----------------------- | ---- | -------- |
| 1     | Fabiana Moraes          | BRA  | 12,86    |
| 2     | Génesis Romero          | VEN  | 13,16    |
| 3     | Melissa González        | COL  | 13,42    |
| 4     | Jenea McCammon          | GUY  | 13,49    |
| 5     | María Ignacia Eguiguren | CHI  | 13,49    |
| 6     | Diana Bazalar           | PER  | 13,61    |
| 7     | Yuliana Angulo          | ECU  | 13,82    |
|       | Rocio Chaparro          | PAR  | DSQ      |

Finale: 23. Juni
Wind: +2,9 m/s

### 400 m Hürden
| Platz | Athletin              | Land | Zeit (s) |
| ----- | --------------------- | ---- | -------- |
| 1     | Gianna Woodruff       | PAN  | 56,04 CR |
| 2     | Melissa González      | COL  | 56,29    |
| 3     | Fiorella Chiappe      | ARG  | 57,02    |
| 4     | Jaílma de Lima        | BRA  | 57,98    |
| 5     | Jenea McCammon        | GUY  | 59,38    |
| 6     | María José Echeverría | CHI  | 60,16    |
| 7     | Marina Poroso         | ECU  | 61,84    |
| 8     | Fatima Amarilla       | PAR  | 63,62    |

Finale: 24. Juni

### 3000 m Hindernis
| Platz | Athlet           | Land | Zeit (min) |
| ----- | ---------------- | ---- | ---------- |
| 1     | Belén Casetta    | ARG  | 09:51,40   |
| 2     | Zulema Arenas    | PER  | 10:09,20   |
| 3     | Tatiane da Silva | BRA  | 10:34,23   |

24. Juni

### 4 × 100 m Staffel
| Platz | Land        | Athletinnen                                                                   | Zeit (s) |
| ----- | ----------- | ----------------------------------------------------------------------------- | -------- |
| 1     | Brasilien   | Franciela Krasucki Ana Cláudia Silva Vitória Cristina Rosa Rosângela Santos   | 43,13 CR |
| 2     | Kolumbien   | Maderleis Alcazar Jennifer Padilla Darlenys Obregón Eliecith Palacios         | 44,50    |
| 3     | Ecuador     | Yuliana Angulo Marizol Landázuri Romina Cifuentes Ángela Tenorio              | 44,53    |
| 4     | Chile       | Macarena Borie Martina Weil Viviana Olivares Javiera Cañas                    | 46,02    |
| 5     | Argentinien | María Diogo Noelia Martínez María Florencia Lamboglia María Victoria Woodward | 46,14    |
| 6     | Peru        | Paola Mautino Maitte Torres Diana Bazalar Gabriela Delgado                    | 46,43    |
| 7     | Bolivien    | Lindy García Cecilia Gómez Lucía Sotomayor Valeria Quispe                     | 48,75    |
|       | Paraguay    | Noelia Vera Conny Willms Xenia Hiebert                                        | DSQ      |

24. Juni

### 4 × 400 m Staffel
| Platz | Land        | Athletinnen                                                                 | Zeit (min) |
| ----- | ----------- | --------------------------------------------------------------------------- | ---------- |
| 1     | Brasilien   | Jaílma de Lima Jéssica da Silva Jéssica dos Santos Geisa Aparecida Coutinho | 3:33,00    |
| 2     | Kolumbien   | Eliana Chávez Rosangélica Escobar Astrid Balanta Jennifer Padilla           | 3:33,92    |
| 3     | Chile       | Martina Weil Carmen Mansilla María Fernanda Mackenna María José Echeverría  | 3:40,00    |
| 4     | Argentinien | Fiorella Chiappe Valeria Barón María Diogo Noelia Martínez                  | 3:40,56    |
| 5     | Ecuador     | Coraima Cortez Marina Poroso Virginia Villalba Nicole Minota                | 3:44,92    |
| 6     | Paraguay    | Liz González Andrea Rivas Conny Willms Fatima Amarilla                      | 4:09,14    |
|       | Venezuela   |                                                                             | DNS        |

Finale: 25. Juni

### 20.000 m Bahngehen
| Platz | Athlet            | Land | Zeit (h)      |
| ----- | ----------------- | ---- | ------------- |
| 1     | Paola Pérez       | ECU  | 1:32:26 NR WL |
| 2     | Ángela Castro     | BOL  | 1:32:35 NR    |
| 3     | Johana Ordóñez    | ECU  | 1:38:13       |
| 4     | Odeth Huanca      | BOL  | 1:41:27       |
| 5     | Milangela Rosales | VEN  | 1:43:34       |
|       | Arabelly Orjuela  | COL  | DSQ           |
|       | Yossy Caballero   | PER  | DSQ           |

25. Juni

### Hochsprung
| Platz | Athletin               | Land | Höhe (m) |
| ----- | ---------------------- | ---- | -------- |
| 1     | María Fernanda Murillo | COL  | 1,82     |
| 2     | Lorena Aires           | URU  | 1,82     |
| 3     | Julia dos Santos       | BRA  | 1,79     |
| 4     | Daniela Oliveros       | COL  | 1,73     |

25. Juni

### Stabhochsprung
| Platz | Athletin             | Land | Höhe (m) |
| ----- | -------------------- | ---- | -------- |
| 1     | Robeilys Peinado     | VEN  | 4,50     |
| 2     | Joana Costa          | BRA  | 4,20     |
| 3     | Valeria Chiaraviglio | ARG  | 4,15 SB  |
| 4     | Carmen Villanueva    | VEN  | 4,00     |
| 5     | Karla da Silva       | BRA  | 3,90     |
| 6     | Catalina Amarilla    | PAR  | 3,70     |
| 7     | Ana Quiñonez         | ECU  | 3,60     |
|       | Noelina Madarieta    | ARG  | DNS      |

23. Juni

### Weitsprung
| Platz | Athletin         | Land | Weite (m) |
| ----- | ---------------- | ---- | --------- |
| 1     | Eliane Martins   | BRA  | 6,51 w    |
| 2     | Macarena Reyes   | CHI  | 6,51 w    |
| 3     | Jhoanmy Luque    | VEN  | 6,47 w    |
| 4     | Jéssica dos Reis | BRA  | 6,43 w    |
| 5     | Paola Mautino    | PER  | 6,31 w    |
| 6     | Macarena Borie   | CHI  | 6,14 w    |
| 7     | Lindy Carla      | BOL  | 5.86 w    |
| 8     | Sánchez Aires    | VEN  | 5,83 w    |

24. Juni

### Dreisprung
| Platz | Athletin          | Land | Weite (m) |
| ----- | ----------------- | ---- | --------- |
| 1     | Núbia Soares      | BRA  | 14,42 w   |
| 2     | Yulimar Rojas     | VEN  | 14,36     |
| 3     | Yosiris Urrutia   | COL  | 13,64 w   |
| 4     | Jhoanmy Luque     | VEN  | 13,62 w   |
| 5     | Miriam Reyes      | PER  | 13,04 w   |
| 6     | Giselly Landázury | COL  | 13,00 w   |
| 7     | Silvana Segura    | PER  | 12,89 w   |
| 8     | Valeria Quispe    | BOL  | 12,61 w   |

23. Juni

### Kugelstoßen
| Platz | Athletin        | Land | Weite (m) |
| ----- | --------------- | ---- | --------- |
| 1     | Geisa Arcanjo   | BRA  | 18,06     |
| 2     | Sandra Lemos    | COL  | 17,30     |
| 3     | Lívia Avancini  | BRA  | 16,75     |
| 4     | Rocío Comba     | ARG  | 14,01     |
| 5     | Ana Pirelli     | PAR  | 13,89     |
| 6     | Ailén Armada    | ARG  | 13,79     |
| 7     | Ginger Quintero | ECU  | 13,77     |

25. Juni

### Diskuswurf
| Platz | Athletin           | Land | Weite (m)   |
| ----- | ------------------ | ---- | ----------- |
| 1     | Andressa de Morais | BRA  | 64,68 AR CR |
| 2     | Fernanda Martins   | BRA  | 60,80       |
| 3     | Karen Gallardo     | CHI  | 59,73       |
| 4     | Rocío Comba        | ARG  | 56,14       |
| 5     | Ailén Armada       | ARG  | 53,60       |

23. Juni

### Hammerwurf
| Platz | Athletin            | Land | Weite (m) |
| ----- | ------------------- | ---- | --------- |
| 1     | Mariana Marcelino   | BRA  | 66,83     |
| 2     | Jennifer Dahlgren   | ARG  | 66,17     |
| 3     | Johana Moreno       | COL  | 63,09     |
| 4     | Alexandra Mayra     | COL  | 61,21     |
| 5     | Valeria Chiliquinga | ECU  | 58,98     |
| 6     | Mariana García      | CHI  | 56,85     |
| 7     | Paola Miranda       | PAR  | 56,06     |
| 8     | Noelia Caceres      | PAR  | 50,34     |

24. Juni

### Speerwurf
| Platz | Athletin              | Land | Weite (m) |
| ----- | --------------------- | ---- | --------- |
| 1     | Flor Ruíz             | COL  | 61,91 CR  |
| 2     | Laila Ferrer de Silva | BRA  | 58,50     |
| 3     | Laura Paredes         | PAR  | 54,86 PB  |
| 4     | Daniella Lorenzon     | BRA  | 52,88     |
| 5     | Estefany Chacón       | VEN  | 52,55     |
| 6     | María Paz Ríos        | CHI  | 50,22     |
| 7     | Barbara López         | ARG  | 47,84     |
| 8     | Valentina Salazar     | CHI  | 42,40     |

23. Juni

### Siebenkampf
| Platz | Athletin            | Land | Punkte |
| ----- | ------------------- | ---- | ------ |
| 1     | Tamara de Sousa     | BRA  | 5667   |
| 2     | Javiera Brahm       | CHI  | 5168   |
| 3     | Martina Corra       | ARG  | 5026   |
| 4     | Kimberly de Mederos | URU  | 4916   |
| 5     | Jennifer Canchingre | ECU  | 4043   |

24./25. Juni

## Medaillenspiegel
| Medaillenspiegel | Medaillenspiegel | Medaillenspiegel | Medaillenspiegel | Medaillenspiegel | Medaillenspiegel |
| Platz            | Land             | Gold             | Silber           | Bronze           | Gesamt           |
| ---------------- | ---------------- | ---------------- | ---------------- | ---------------- | ---------------- |
| 01               | Brasilien        | 17               | 12               | 7                | 36               |
| 02               | Kolumbien        | 9                | 12               | 9                | 30               |
| 03               | Argentinien      | 6                | 3                | 5                | 14               |
| 04               | Ecuador          | 4                | 2                | 3                | 9                |
| 05               | Venezuela        | 3                | 5                | 5                | 13               |
| 06               | Chile            | 1                | 4                | 5                | 10               |
| 07               | Paraguay         | 1                | 0                | 2                | 3                |
| 08               | Panama           | 1                | 0                | 1                | 2                |
| 09               | Guyana           | 1                | 0                | 0                | 1                |
| 09               | Suriname         | 1                | 0                | 0                | 1                |
| 11               | Peru             | 0                | 3                | 6                | 9                |
| 12               | Uruguay          | 0                | 2                | 1                | 3                |
| 13               | Bolivien         | 0                | 1                | 0                | 1                |
| Gesamt           | Gesamt           | 44               | 44               | 44               | 132              |